# كاليدا (فرقة موسيقية)
كاليدا (بالإنجليزية: Kalieda)‏ هما ثنائي إنجليزي ألماني تم تشكيلهم في عام 2013. تتكون الفرقة من المطربة كريستينا وود وعازفة لوحة المفاتيح سيسيلي جولدر.